# Comunicazione interstellare
La comunicazione interstellare è la trasmissione di segnali tra differenti sistemi planetari. La comunicazione interstellare è potenzialmente molto più semplice del viaggio interstellare, essendo fattibile con tecnologie ed equipaggiamenti già oggi disponibili. Ad ogni modo, la distanza tra il sistema solare e gli altri sistemi introduce ritardi proibitivi (di decenni se non secoli), considerando il limite della velocità della luce.